# Trampaluz
«Trampaluz» es una canción compuesta e interpretada por el músico argentino Luis Alberto Spinetta, incluida en su álbum solista Fuego gris editado en 1993, a su vez banda de sonido de la película homónima (1994) del director Pablo César. 
El tema es ejecutado por Spinetta con la participación de Claudio Cardone en teclados y Jota Morelli en batería.

## Contexto
Spinetta venía de tres álbumes de estudio sucesivos premiados como los mejores del año (Téster de violencia en 1988, Don Lucero en 1989 y Pelusón of milk en 1991). En 1991 y 1992 Spinetta se apartó relativamente de los músicos de su banda y se refugió en el espacio privado de su familia. A fines de 1990 su esposa Patricia había quedado embarazada de Vera y tanto su embarazo como su nacimiento fue un acontecimiento vivido personalmente por todos los miembros de la familia. En ese contexto Spinetta compuso y grabó en el estudio de su casa (Cintacalma) Pelusón of milk, un título que remite directamente a esa situación y al año siguiente Fuego gris, una obra que también trata de la introspección.
El mundo comenzaba a transitar los primeros años de la década de 1990, caracterizada por una mayor valoración social de lo privado -incluyendo el proceso de privatizaciones-, la riqueza y la fama, impulsada por un gran desarrollo de los medios de comunicación.
Argentina vivía los primeros años de lo que se denominó el menemismo, que luego de terminar con largos años de alta inflación con el Plan de Convertibilidad, inauguró un fenómeno conocido como farandulización de la política, en la que aparecían estrechamente vinculados los negocios privados, los políticos y las figuras famosas de la televisión y el deporte.

## El álbum
Las diecisiete canciones del álbum siguen el derrotero de una adolescente sin nombre a la que Spinetta bautizó Milita, que vive en un mundo de violencia y desamparo, donde el diálogo y la comunicación entre las personas no existe. Milita ha sufrido el abuso de su violento padre y la locura de su madre. Al no poder entrar al recital de su héroe roquero Kakón el Griego -kakón en griego significa "mal bello"-, personaje que debía interpretar Spinetta y finalmente no pudo hacerlo, cae por una alcantarilla a las cloacas de la ciudad. Allí se encuentra con un mundo onírico de monstruos y horrores, en el que debe buscar un sentido para su vida, en una suerte de "escape hacia el alma", como se titula la primera canción. El alma es precisamente uno de los conceptos a los que Spinetta más recurre en la poesía del álbum, fortaleciéndola con nociones de las filosofías orientales como el nirvana y lo zen.

## El tema
El tema es el décimo segundo track del álbum solista Fuego gris, banda sonora del "drama-rock" cinematográfico del mismo nombre, dirigido por Pablo César.

Hay un rumor
que no quiere parar
son los milagros
que ya no sucederán (...) 
Ya sin salida
de la cueva mental
solo el amor nos podría curar.
Trampaluz

## Película
La canción se corresponde con la decimotercera secuencia de la película (minuto 51:40 a 57:00). La protagonista sin nombre -llamada Milita por Spinetta- había quedado mirando un cuadro del mar que su madre estaba pintando sobre el humo y aparece en una playa frente al mar. Allí corre, se baña en las aguas y se muestra feliz y libre, por primera vez, hasta que se da cuenta de que es solo su imaginación.